# Zalasd

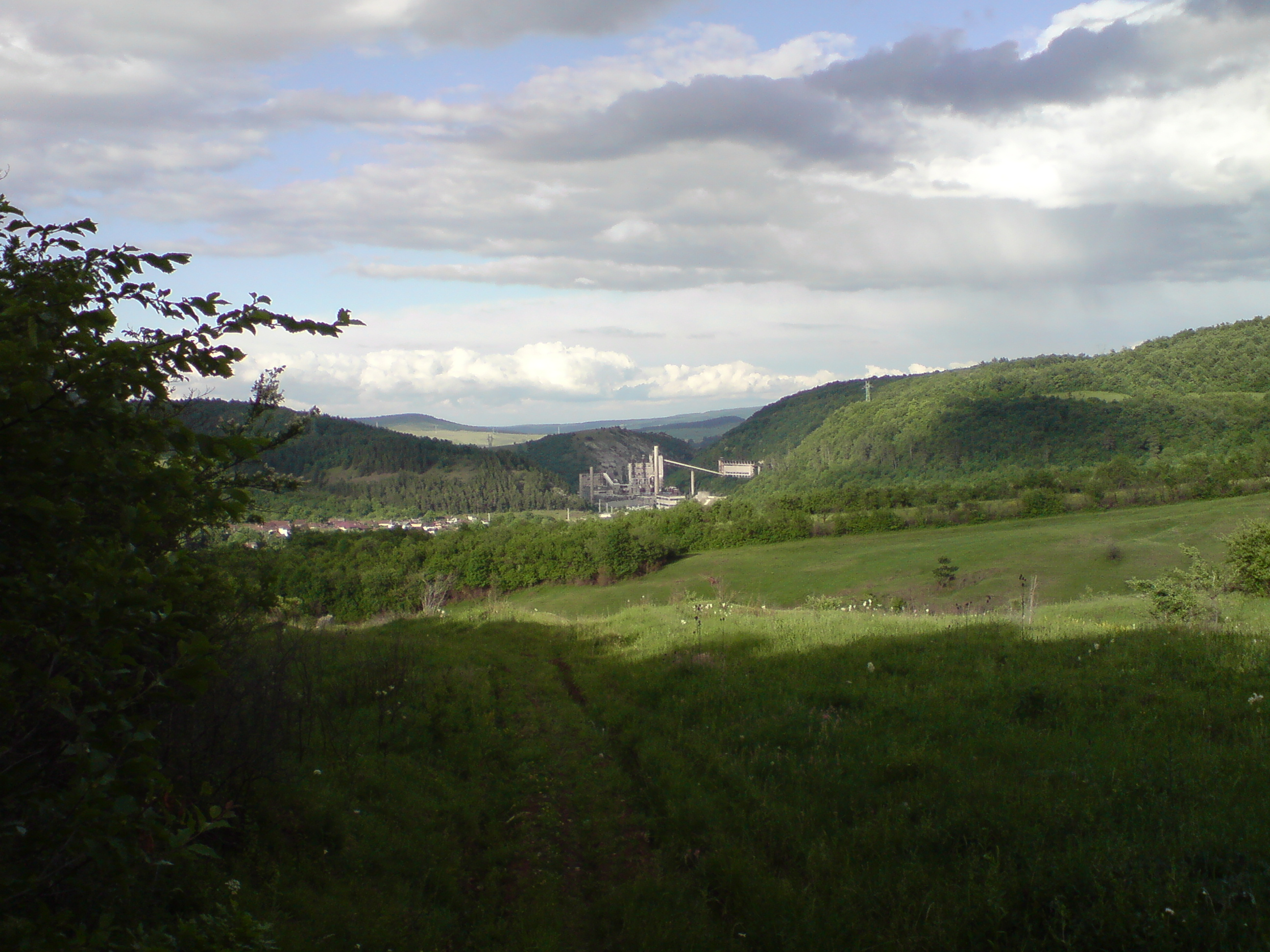
A falu és a mészgyár látképe délről

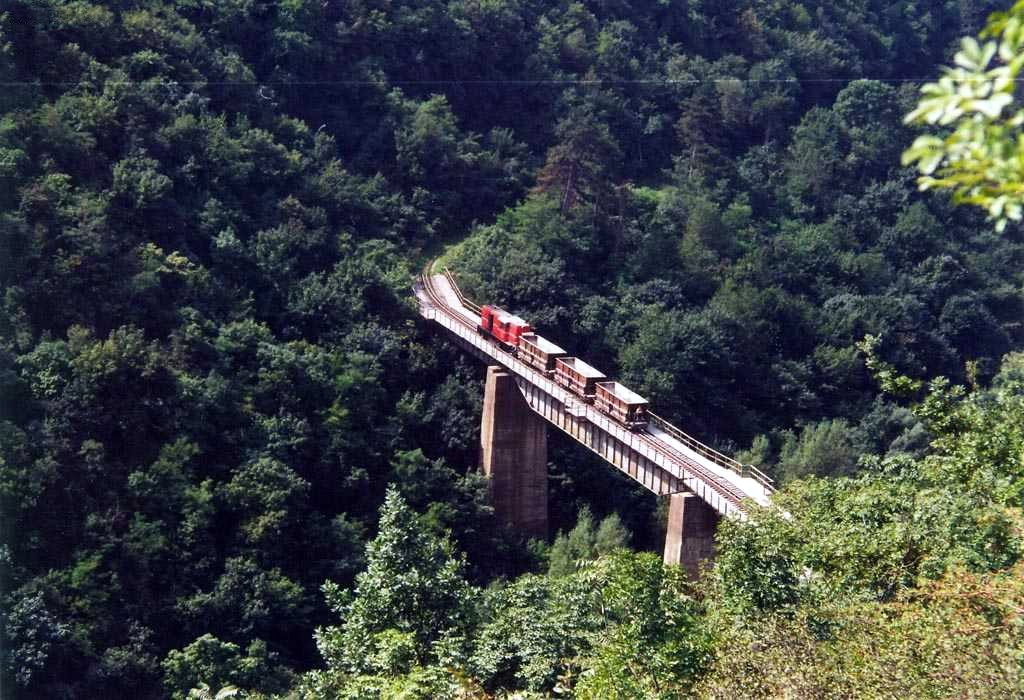
Szerelvény halad át a viadukton 2000-ben

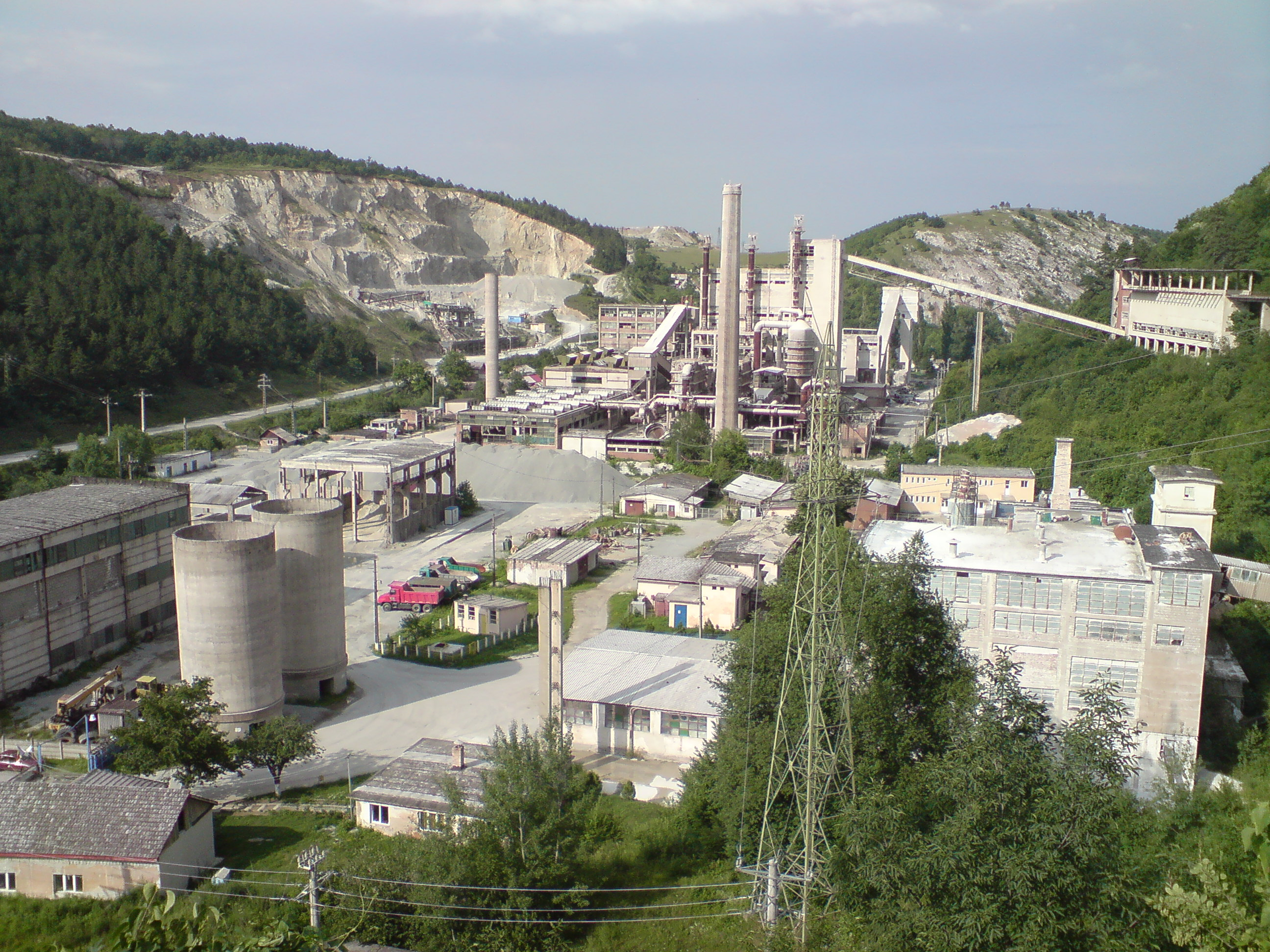
A mészgyár

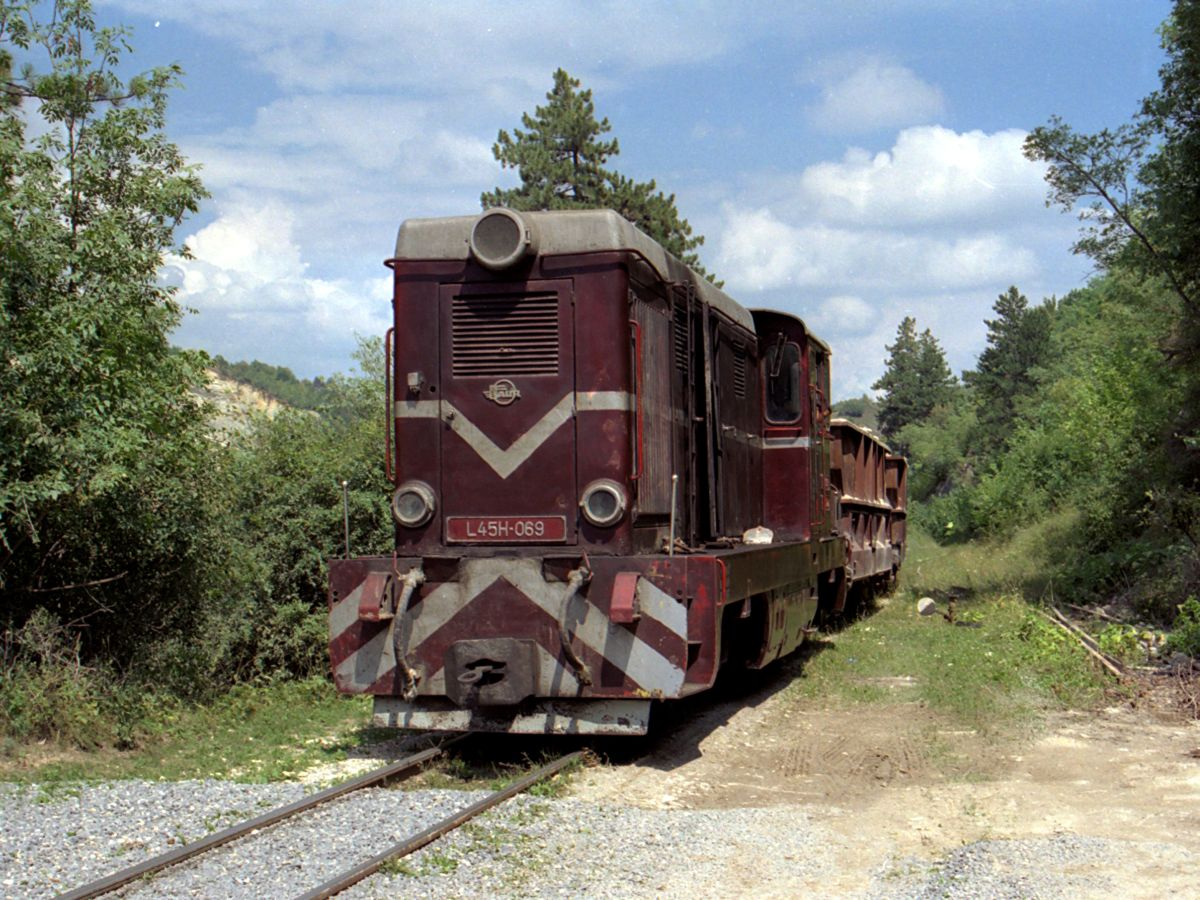
Ilyen mozdonyok közlekedtek a retyisorai vonalon

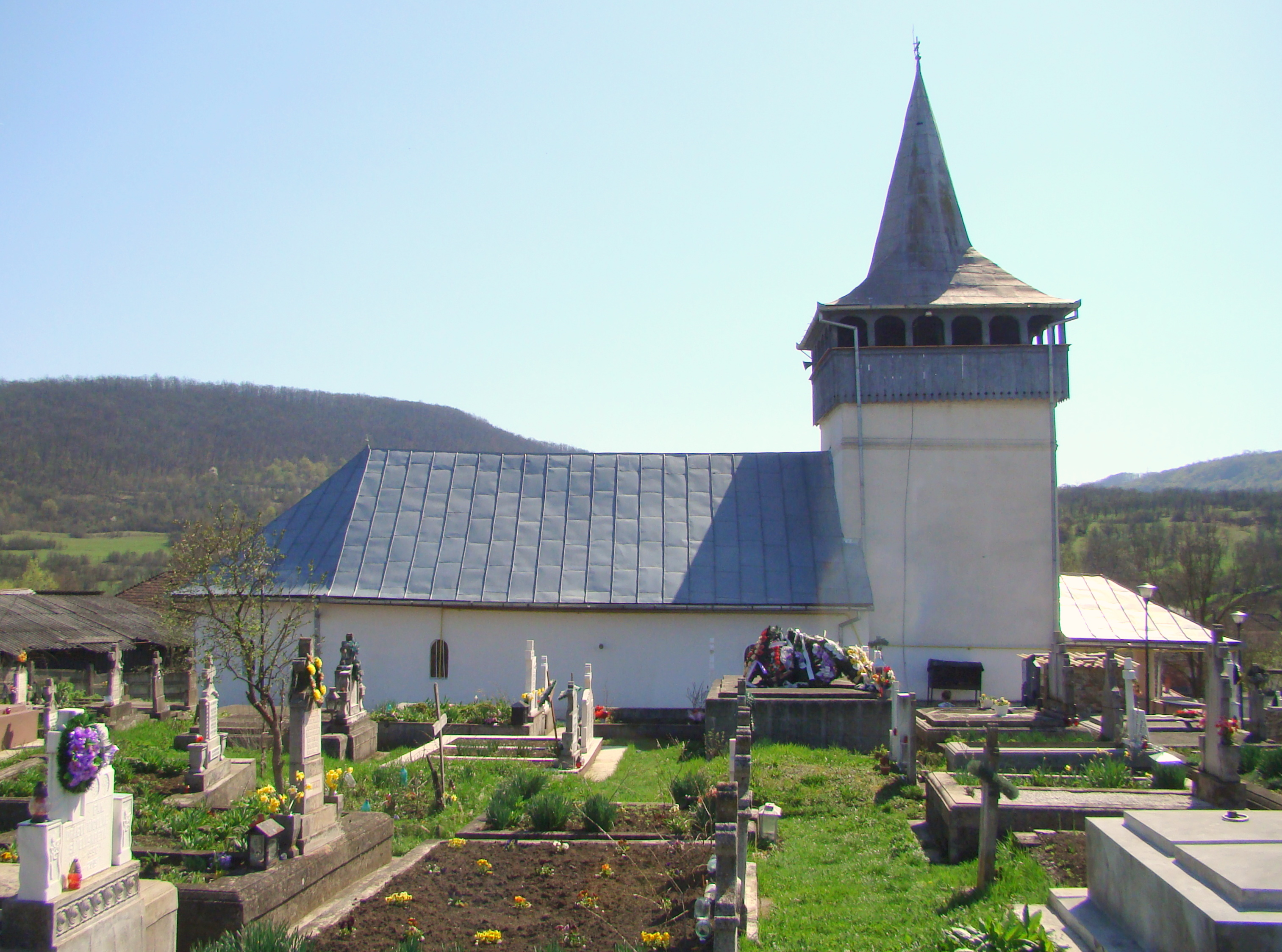
Az ortodox templom

Zalasd (románul: Zlaști) Vajdahunyadhoz tartozó, egykor önálló település, amely korábban vasgyártásáról, újabban pedig a vajdahunyadi gyárhoz kapcsolódó mészgyáráról ismert.

## Fekvése
A vajdahunyadi vártól légvonalban két km-re nyugat–délnyugatra, az azonos nevű patak partján fekszik, amely a vajdahunyadi református templom alatt folyik a Csernába.

## Története
Írott történeti névalakjai: Zlasd (1362), Zalasd (1363), Zalosd (1480), Zlászt (1733), Zasty (1750). Hunyad vármegyéhez, a 15. század közepétől a vajdahunyadi váruradalomhoz tartozott. Kenézei 1363-ban Stroya és Zayk. Határában 1507-ben aranybánya működött. Egy 1634-es feljegyzés szerint korábban református anyaegyházközség volt, de saját papjáról csupán 1720 körülről hallunk, ő is valamely helyi birtokos udvari papja lehetett.
A Barcsayaknak már 1685 előtt hámoruk volt a falu Ohába nevű részén. Ezt az állam 1872-ben megvásárolta. 1895-ben már Mátyásfy József tulajdonában volt és 24 munkást foglalkoztatott. Különböző szerszámokat, végül már csak ekevasat gyártott. 1933-ban szüntették meg.
A települést az 1920-as években csatolták Vajdahunyadhoz.

## Népessége
- 1850-ben 524 lakosából 386 volt román, 119 cigány, 12 magyar és 7 német nemzetiségű; 505 ortodox és 19 római katolikus vallású.
- 1900-ban 642 lakosából 596 volt román, 21 magyar, 20 német és 4 cigány anyanyelvű; 594 ortodox, 41 római katolikus és 5 görögkatolikus vallású.

## Nevezetességei
- A Talc-Dolomită mészgyár dolomitot és zsírkövet dolgoz fel, a végterméket pedig a vasgyártásban hasznosítják. A mészgyár mellett külszíni dolomitfejtés található.
- A retyisórai iparvasút 760 mm-es nyomtávú, 13 km hosszú vonalát 1900-ban adták át. Az egyik végállomás a vonatfordítóval a vajdahunyadi vasgyár területén helyezkedik el. Az akkori másik végállomás a mai Gyalár község területén fekszik, ahonnan a vasút mészkövet szállított a vasgyárba. A vasút áthaladt a vaskohójáról ismert Govasdián is. A hegyes felszín miatt a vonalhoz több viaduktot és alagutat építettek – az első viadukt a város és Zalasd falu között ível át a Zalasd völgyén. 1970-ben a vonalat megrövidítették és a szintén Gyalárhoz tartozó Crăciuneasán alakították ki új végállomását. 1990-ben beszüntették a személyszállítást, majd 2006-tól már csak a vonal első három kilométeres, a zalasdi mészgyárig tartó szakaszát használták. 2009 nyarán felszedték a síneket és több híd pilléreit lebontották.

## Források

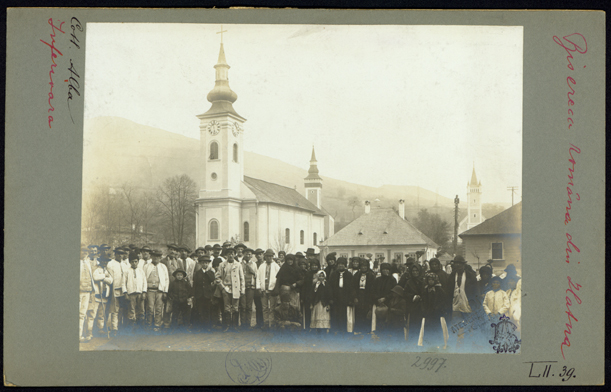
Adler Lipót felvételei a 20. század elejéről: Ortodox templom
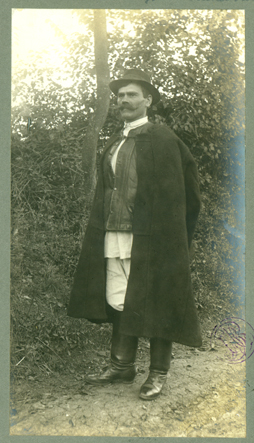
Zalasdi férfi